# Peter Wolsdorff
Peter Wolsdorff (ur. 28 października 1938 w Łobzie) – niemieckojęzyczny aktor austriacki, reżyser, dyrektor artystyczny i animator nowych kierunków w teatrze. Nagrodzony nagrodami Karl-Skraup-Preis, Ferdinand-Raimund-Ring i austriackim krzyżem zasługi. Od roku 1963 mieszkający w Austrii.

## Przebieg kariery
- 1963 matura, Stuttgart, lekcje aktorstwa w Baden-Baden
- 1963 wyjazd z Niemiec do Austrii
- Praca w różnych teatrach, St. Pölten, Graz, Wiedeń, Wien Kellertheater, Theater der Jugend
- Od 1974 do 1991 aktor, następnie reżyser Volkstheater w Wiedniu, dyrektor artystyczny projektu Sommerspiele Carnuntum
- W 1979 rola filmowa w La lumière des justes
- W 1981 rola filmowa w Amator
- 1983 rola filmowa w Wagner[5]
- 1983/84 nagroda Karl-Skraup-Preis za reżyserię
- 1985 rola filmowa w Steig aus deinem Luftballon
- 1991 do 2002 dyrektor teatru w St. Pölten
- Krzyż zasługi Dolnej Austrii
- 2001 otwarcie instytutu Instituts neue Impulse durch Kunst und Pädagogik
- 2001 nagroda Ferdinand-Raimund-Ring

## Rodzina i inne
Peter Wolsdorff jest żonaty. Żona to Ricky May-Wolsdorff (ur. 1963) austriacka aktorka i reżyser. Ma trzy córki, Nicola, Katharina i Petra. Jego hobby to czytanie i podróże.